# Cashtown-McKnightstown
Cashtown-McKnightstown fue un lugar designado por el censo ubicado en el condado de Adams en el estado estadounidense de Pensilvania. En el año 2000 tenía una población de 753 habitantes y una densidad poblacional de 121 personas por km².

## Geografía
Cashtown-McKnightstown se encuentra ubicado en las coordenadas 39°52′33″N 77°20′17″O / 39.87583, -77.33806.

## Demografía
Según la Oficina del Censo en 2000 los ingresos medios por hogar en la localidad eran de $45 882 y los ingresos medios por familia eran $49 732. Los hombres tenían unos ingresos medios de $35 382 frente a los $18 864 para las mujeres. La renta per cápita para la localidad era de $19 105. Alrededor del 0.9% de la población estaba por debajo del umbral de pobreza.